# Rhinogobius virgigena
Rhinogobius virgigena és una espècie de peix de la família dels gòbids i de l'ordre dels perciformes.

## Hàbitat
És un peix d'aigua dolça, de clima tropical i demersal.

## Distribució geogràfica
Es troba a Àsia: el Vietnam.

## Observacions
És inofensiu per als humans.